# Schlosshotel Karlsruhe

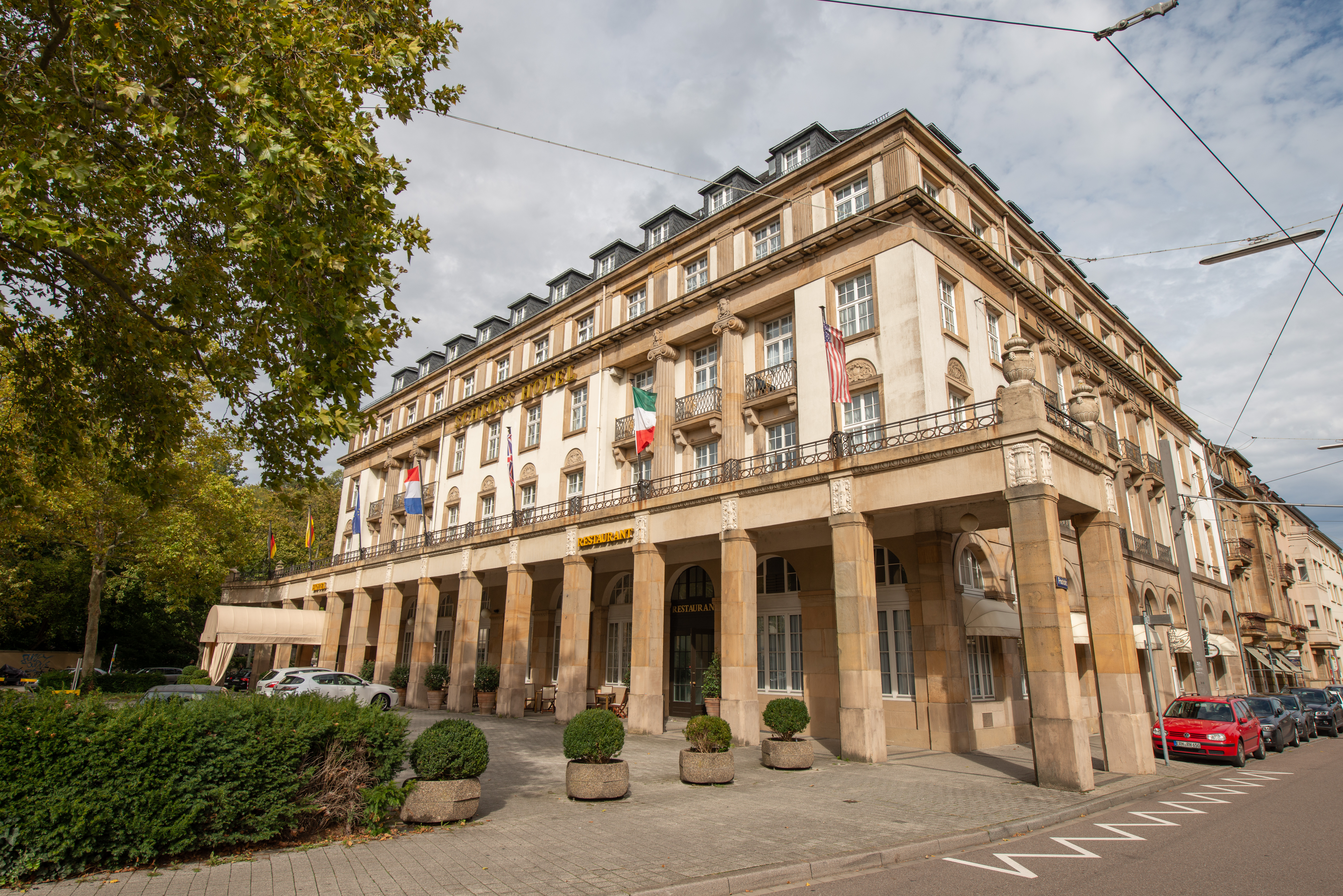
Das Schlosshotel am Karlsruher Bahnhofplatz

Das Schlosshotel Karlsruhe ist ein Hotel in der Südweststadt von Karlsruhe. Es wurde am 27. Mai 1914 eröffnet. Das Gebäude gehört zum denkmalgeschützten Ensemble des Karlsruher Bahnhofplatzes.

## Beschreibung
Das Hotel verfügt über 96 Zimmer, Veranstaltungs- und Tagungsräume, einen Fitnessbereich mit Sauna sowie eine Bar und ein Restaurant.
Die Räumlichkeiten des Hotels dienten als Plattform zahlreicher Veranstaltungen.

## Geschichte
Das nach Plänen von Wilhelm Vittali erbaute Haus wurde am 27. Mai 1914 eröffnet. Der viergeschossige Massivbau im Stil des Neoklassizismus verfügte über 30 Zimmer, einen elektrischen Fahrstuhl sowie fließendes Warm- und Kaltwasser, was zu dieser Zeit außergewöhnlich war. Das Gebäude hatte dorische Kolossalpilaster, ein rustiziertes Erdgeschoss mit Rundbogengliederung, einen offenen Säulenvorbau, ein Stockwerkgesims und ein Mansardgeschoss. Besonders der denkmalgeschützte, heute noch betriebene Fahrstuhl war seinerzeit eine Attraktion.
Während des Ersten Weltkriegs blieb das Gebäude unversehrt. Danach gewann das Hotel zunehmend an Bedeutung und florierte. Während des Zweiten Weltkriegs wurde das Schlosshotel durch Luftangriffe zwar stark beschädigt, blieb aber geöffnet. 1951 wurde es umgebaut. Die Treff-Gruppe übernahm von 1987 bis 1993 die Hotelführung. Danach lag das Schlosshotel Karlsruhe bis zum Januar 1996 still. Seit 2014 gehört es zur LFPI Hotels Management GmbH, einer französischen Hotel-Gruppe.

## Auszeichnungen
Das Hotel trägt das Zertifikat „Haus der Baden-Württemberger Weine“. Der Verband Deutsches Reisemanagement zertifizierte das Schlosshotel als „Business Hotel“.